# Psaphidinae
Psaphidinae es una subfamilia de polillas de la familia Noctuidae. 

## Géneros
Algunos géneros han sido trasladados a Acronictinae.
- Aleptinoides - Allophyes - Apsaphida - Asteroscopus - Azenia - Brachionycha - Copipanolis - Copivaleria - Crimona - Euamiana - Eutolype - Feralia - Grotella - Grotellaforma - Hemigrotella - Homolagoa - Lamprosticta - Lythrodes - Meganephria - Neogrotella - Nocloa - Oslaria - Oxycnemis - Paramiana - Petalumaria - Pleromella - Policocnemis - Provia - Psaphida - Pseudocopivaleria - Redingtonia - Ruacodes - Sexserrata - Stiriodes - Triocnemis - Tristyla - Valeria - Valerietta - Viridemas

- Datos: Q6089622
- Multimedia: Psaphidinae / Q6089622
- Especies: Psaphidinae